# José Julián de la Cuesta
José de la Cuesta és un exfutbolista colombià, nascut a Medellín el 10 de febrer de 1983. Ocupava la posició de defensa.
Ha militat a l'Atlético Nacional del seu país, a l'Austria Viena i a la lliga espanyola al Cadis CF i al Real Valladolid CF.
Ha estat internacional amb la selecció colombiana en 21 ocasions, marcant un gol. Va participar en la Copa d'Or de la Concacaf del 2005.